# Protodorvillea orensanzi
Protodorvillea orensanzi är en ringmaskart som beskrevs av María Andrea Carrasco och Palma 2000. Protodorvillea orensanzi ingår i släktet Protodorvillea och familjen Dorvilleidae. Inga underarter finns listade i Catalogue of Life.